# Гарибальд
Гарибальд — король лангобардов в 671 году из рода Гаузы.

## Биография
Младший сын Гримоальда и дочери Ариперта I Теодоты. После смерти отца он правил всего несколько недель, но ввиду малолетства Гарибальда страной фактически управляло ближайшее окружение Гримоальда. В 671 году Бертари занял престол, а Гарибальд был сослан. О дальнейшей его судьбе практически ничего не известно, однако в XX веке были обнаружены следы бегства Гарибальда в Лигурию.